# Božena Fuková
Božena Fuková (15. ledna 1935 – 18. května 2017) byla slovenská a československá ekonomka, politička Komunistické strany Slovenska a poúnorová poslankyně Národního shromáždění ČSSR a Sněmovny lidu Federálního shromáždění. Po srpnové okupaci v roce 1968 patřila mezi jediné čtyři poslance Národního shromáždění, kteří hlasovali proti smlouvě o „dočasném pobytu“ sovětských vojsk na území ČSSR. Pak za normalizace politicky pronásledována, do parlamentu se vrátila krátce roku 1990 jako bezpartijní poslankyně.

## Biografie
Vystudovala Vysokou školu ekonomickou v Bratislavě. Od ledna 1967 pracovala v Institutu řízení v Praze a byla členkou týmu okolo Oty Šika, který se zabýval ekonomickými reformami. Během pražského jara v roce 1968 patřila k představitelům reformního proudu v KSČ.
Ve volbách roku 1964 byla zvolena za KSS do Národního shromáždění ČSSR za Středoslovenský kraj. V Národním shromáždění zasedala až do konce volebního období parlamentu v roce 1968. K roku 1968 se profesně uvádí jako výzkumná pracovnice z obvodu Podbrezová. V říjnu 1968 patřila po invazi vojsk Varšavské smlouvy do Československa mezi čtyři poslance parlamentu, kteří odmítli hlasovat pro přijetí smlouvy o dočasném pobytu sovětských vojsk na území ČSSR. Bylo jí tehdy 33 let a měla malou dceru.
Po federalizaci Československa usedla roku 1969 do Sněmovny lidu Federálního shromáždění (volební obvod Podbrezová), kde setrvala ale jen do října 1969, kdy byla zbavena mandátu. Kvůli svým postojům proti sovětské okupaci byla zbavena politických funkcí a propuštěna ze zaměstnání. Následně byla rovněž opakovaně vyslýchána Státní bezpečností.
Během normalizace mohla vykonávat jen úřednickou práci jako účetní a referentka. Své názory neodvolala a udržovala přátelské kontakty s dalšími ze čtveřice odpůrců okupace (Gertruda Sekaninová-Čakrtová, František Kriegel). Po sametové revoluci byla v únoru 1990 kooptována do Sněmovny lidu Federálního shromáždění v rámci procesu kooptace do Federálního shromáždění, nyní jako bezpartijní kandidátka z obvodu Rakovník. Zde setrvala až do prvních svobodných voleb v roku 1990. V březnu 1990 se stala členkou komise pro odchod sovětských vojsk z Československa, kterou vedli Josef Macek a Michael Kocáb. Po volbách v roce 1990 působila až do rozdělení Československa v odboru pro styk s veřejností v Kanceláři Federálního shromáždění. Ponechala si občanství české i slovenské.
V roce 2006 jí slovenský prezident Ivan Gašparovič udělil Řád Ľudovíta Štúra a v roce 2008 získala Vyznamenání Zlaté lípy od české ministryně obrany. V roce 2014 obdržela od Nadace Charty 77 Cenu Františka Kriegla. Dne 28. října 2014 ji český prezident Miloš Zeman udělil medaili Za zásluhy I. stupně. Jejím manželem byl novinář a básník Zdeněk Fuka (1927–2008, po roce 1968 rovněž pronásledovaný). Božena Fuková žila s rodinou v Praze. Zemřela v květnu 2017.